# Veedon Fleece
Veedon Fleece es el octavo álbum de estudio del músico norirlandés Van Morrison, publicado por la compañía discográfica Warner Bros. Records en octubre de 1974. Morrison grabó el álbum poco después de su divorcio de su esposa, Janet Planet Rigsbee. Con su matrimonio roto, el músico visitó Irlanda, con su por entonces nueva novia, Carol Guida, durante unas vacaciones en busca de inspiración. Durante su estancia en el país, escribió las canciones de Veedon Fleece en menos de tres semanas, a excepción de «Bulbs», «Country Fair» y «Come Here My Love».
El álbum ha sido comparado por la prensa musical con Astral Weeks en el marco lírico, aunque musicalmene está influido por la música irlandesa. Ha sido además reconocido como un álbum «clandestino» del que renegó poco después de su publicación y que se ha llamado una de las «obras maestras olvidadas» del músico.

## Trasfondo
Durante los meses de verano de 1973, Morrison se había embarcado en una gira de tres meses con The Caledonia Soul Orchestra. Aunque los conciertos y el resultante álbum en directo, It's Too Late to Stop Now, fueron conocidos como uno de los puntos álgidos de su carrera, la gira fue física y emocionalmente agotadora para el músico. Debido a ello, Morrison decidió tomarse unas vacaciones y regresó a Irlanda después de una ausencia de seis años para grabar un programa de televisión. Después de haber pasado por un proceso de divorcio, Morrison estuvo acompañado de su nueva novia, Carol Guida. Las vacaciones duraron casi tres semanas, durante las cuales ofreció varios conciertos en la parte sur de la isla, sin llegar Irlanda del Norte, debido a que la región estaba sumida en un conflicto.

## Grabación
En 1978, Morrison recordó que había grabado las canciones cuatro semanas después de escribirlas: «Veedon Fleece era un manojo de canciones que escribí y luego grabé unas cuatro semanas después de componerlas. Cuando haces un álbum escribes algunas canciones; puedes tener cuatro y quizás escribas dos más, de repente tienes suficientes para un disco». Según el batería Dahaud Shaar, las canciones se grabaron de manera muy informal: «Durante aquel tiempo yo estaba un poco obsesionado con el estudio, y Van solía venir y simplemente hacíamos canciones». David Hayes recordó sobre las sesiones: «Cada noche durante una semana venía con dos o tres nuevos temas y simplemente empezábamos a tocarlos con él». Jim Rothermel también recordó que durante las sesiones en California, las canciones eran a menudo primeras tomas, y que los miembros de la banda no las habían escuchado con anterioridad. Las secciones de cuerda y de vientos fueron arregladas por Jeff Labes en un estudio de Nueva York. «Bulbs» y «Cul de Sac» fueron regrabadas luego en Nueva York con músicos con los que Morrison no había trabajado antes: el guitarrista John Tropea, el bajista Joe Macho y el batería Allen Schwarzberg. Con un tratamiento de rock, estas canciones fueron publicadas como sencillo.

## Recepción
En general, la prensa musical reaccionó ignorando o menospreciando el disco por completo, al representar una desviación importante del estereotipo musical de Morrison. Tanto Rolling Stone y Melody Maker realizaron críticas desdeñosas, y la segunda publicación comentó que la primera cara del álbum incluía «algunos de sus cortes menos memorables en materia de composición desde Tupelo Honey». Por otra parte, Rolling Stone definió el álbum al completo como «autoindulgente... música ambiental para hippies maduros». Sin embargo, con motivo de la reedición del álbum en 2008, la misma revista valoró positivamente el álbum como «la culminación de todo lo que Van estaba haciendo en ese momento, todo un tumulto celta y místico en la voz y belleza pastoral en la música».
Jason Ankenny y Thom Jurek, críticos de Allmusic, calificaron el álbum como «brillante» y comentaron que «con su tono elegíaco y las letras profundamente autobiográficas, este era un Morrison que no se asocia con tanta facilidad a sí mismo con la sensación de bienestar, de paz, de amor y del sonido R&B al que el público estadounidense estaba acostumbrado. Si algún álbum refleja un periodo real de transición para un artista, es éste».
John Kenney, de PopMatters, escribió en 2004: «Veedon Fleece es un álbum poético, un álbum de un amante del jazz, una obra maestra del canto, un viaje triste y verde en lugares del corazón que fueron abiertos por primera vez con Astral Weeks. Baudelaire comentó: "Podemos llamar bello solo a lo que sugiere la existencia de un orden ideal, supraterrestre, armonioso y lógico que aun lleva en sí, como la marca de un pecado original, la gota de veneno, el elemento pícaro de la incoherencia, el grano de arena que va a estropear todo el sistema". Este álbum contiene toda la definición de belleza de Baudelaire».
Derek Miller, de Stylus Magazine, concluyó su reseña diciendo: «Veedon [Fleece] es el tipo de álbum, tan espumoso y espeso, que requiere silencio cuando se acaba. Tienes que apagar el equipo de música durante un rato. Para mí esa es la mejor explicación para la ausencia de tres años de Morrison. Él había acabado de terminar Veedon Fleece».
El álbum fue seguido por una pausa de tres años en los que Morrison no publicó nada ni actuó en directo, con la excepción de su aparición en el concierto despedida de The Band en 1976. Clinton Heylin señaló que Veedon Fleece es, con diferencia, el disco más subestimado en el canon de Morrison. En 2010, solo siete de las diez canciones del álbum habían sido interpretadas alguna vez en directo. De las siete, solo «You Don't Pull No Punches, But You Don't Push the River» y «Streets of Arklow» han sido interpretadas en más de veinticinco ocasiones. «Fair Play» fue tocada por primera vez en directo en junio de 2009. Después de Veedon Fleece, la mayoría de los álbumes de Morrison obtuvieron mejores resultados comerciales en el Reino Unido que en los Estados Unidos, en parte debido a su traslado a Europa.

## Influencia
El biógrafo Brian Hinton comentó que cuando accedió a escribir Celtic Crossroads, lo hizo con la esperanza de que podría «introducir el álbum a algunas personas, por encima de toda la obra de Morrison».
Varios músicos han destacado Veedon Fleece como una notable influencia musical. Al respecto, Sinead O'Connor, que revisó el álbum en noviembre de 2007 en el programa The Dave Fanning Show, lo elogió como «el disco al que siempre vuelvo una y otra vez... Es muy superior a Astral Weeks y me encanta Astral Weeks. Este es el álbum definitivo de Van con la canción definitiva de Man, "Who Was That Masked Man"... Es el álbum más convincente jamás hecho en Irlanda... Veedon Fleece es lo único que escucho antes de subir al escenario».
El compositor y cantante Elvis Costello también se refirió al álbum como uno de sus favoritos, y nombró «Linda Arden Stole the Highlights» como la canción que hace este álbum «especial para él».
Josh Klinghoffer (Red Hot Chili Peppers y Dot Hacker) elogió el disco en la revista Q en noviembre de 2011. Cuando le preguntaron sin qué disco no podría vivir, respondió: «En este momento estoy decidido que Veedon Fleece de Van Morrison es mi disco favorito de todos los tiempos. Me encanta de principio a fin, es perfecto».

## Portada y título del álbum
La portada de Veedon Fleece muestra a Morrison sentado en el prado entre dos loberos irlandeses. El fotógrafo, Tom Collins, tomó las fotografías originales en el Sutton House Hotel, una mansión convertida con vistas a la bahía de Dublín, donde Morrison permaneció tras llegar a Irlanda de vacaciones.
Algunos autores han comentado sobre el título del álbum, que también aparece nombrado en la letra de "You Don't Pull No Punches, But You Don't Push the River". Scott Thomas dice en su reseña: "Veedon Fleece es el símbolo de todo lo anhelado en las canciones anteriores; la iluminación espiritual, la sabiduría, la comunidad, la visión artística y el amor". Steve Turner, por su parte, comentó: "Veedon Fleece... parece ser el equivalente irlandés del Santo Grial, una reliquia religiosa que podría responder a sus preguntas". El propio Van Morrison llegaría a comentar a un seguidor que cuestionó su significado: "No significa nada, lo hice yo mismo".

## Lista de canciones
Todas las canciones escritas y compuestas por Van Morrison. 
| Cara A |                                                           |          |  |
| N.º    | Título                                                    | Duración |  |
| 1.     | «Fair Play»                                               | 6:14     |  |
| 2.     | «Linden Arden Stole the Highlights»                       | 2:37     |  |
| 3.     | «Who Was That Masked Man»                                 | 2:55     |  |
| 4.     | «Streets of Arklow»                                       | 4:22     |  |
| 5.     | «You Don't Pull No Punches, But You Don't Push the River» | 8:51     |  |

| Cara B |                     |          |  |
| N.º    | Título              | Duración |  |
| 1.     | «Bulbs»             | 4:18     |  |
| 2.     | «Cul de Sac»        | 5:51     |  |
| 3.     | «Comfort You»       | 4:25     |  |
| 4.     | «Come Here My Love» | 2:21     |  |
| 5.     | «Country Fair»      | 5:42     |  |

| Temas extra (reedición de 2008) |                                    |          |  |
| N.º                             | Título                             | Duración |  |
| 11.                             | «Twilight Zone» (Toma alternativa) | 5:48     |  |
| 12.                             | «Cul de Sac» (Toma alternativa)    | 2:54     |  |

## Personal
Músicos
- Van Morrison: guitarra y voz
- Theresa Adams: chelo
- David Hayes: bajo acústico
- Jeff Labes: piano en «Bulbs» y «Cul de Sac»
- Joe Macho: bajo en «Bulbs» y «Cul de Sac»
- James Rothermel: flauta
- Nathan Rubin: violín
- Jack Schroer: saxofón soprano en «You Don't Pull No Punches»
- Allen Schwarzberg: batería en «Bulbs» y «Cul de Sac»
- Dahaud Shaar: batería
- John Tropea: guitarra en «Bulbs» y «Cul de Sac»
- James Trumbo: piano
- Ralph Wash: guitarra

Equipo técnico
- Jim Stern, Dahaud Shaar, Jean Shaar, Elvin Campbell: ingeniero de sonido
- Tom Collins: fotografía
- Ed Caraeff: dirección artística
- Jeff Labes: arreglos de cuerdas y de vientos
- Ian Cooper, Walter Samuel: remasterización

## Posición en listas
| País           | Lista               | Posición |
| -------------- | ------------------- | -------- |
| Estados Unidos | Billboard 200       | 53       |
| Países Bajos   | Mega Albums Top 100 | 43       |
| Reino Unido    | UK Albums Chart     | 41       |

## Certificaciones
| Fecha              | País        | Organismo certificador | Certificación | Ventas certificadas |
| ------------------ | ----------- | ---------------------- | ------------- | ------------------- |
| 1 de enero de 1978 | Reino Unido | BPI                    | Plata         | 60 000              |